# Stenomacrus hastatus
Stenomacrus hastatus là một loài tò vò trong họ Ichneumonidae.